# George Oswald Crawford
George Oswald Crawford, britanski general, * 1902, † 1994.